# Eugénie Foa
Pour les autres membres de la famille, voir Famille Rodrigues-Henriques.
Eugénie Foa, née Rebecca-Eugénie Rodrigues-Henriques le 12 juin 1796 à Bordeaux et morte le 3 mai 1852 à Paris, est une femme de lettres française principalement connue pour ses livres pour enfants.
Pour certains historiens de la littérature, elle serait la première femme juive à avoir accédé à la carrière d'écrivaine professionnelle en France. Certains vont jusqu'à estimer qu'elle serait « le premier écrivain juif tout sexe confondu à écrire de la littérature en français » et « l'une des premières femmes juives à avoir écrit de la fiction en quelque langue que ce soit ».

## Biographie
Née en 1796 ou 1798 à Bordeaux, Eugénie Rodrigues-Henriques est la fille du banquier Alexandre Isaac Rodrigues-Henriques  (1765-1834) et d'Esther Gradis (1780-1859), elle-même issue d'une grande famille d'armateurs de Bordeaux,. Élevée dans la religion juive, elle est la sœur de l'historien, philosophe et dramaturge Hippolyte Rodrigues et de la sculptrice Léonie Halévy, ainsi que la cousine du mathématicien Olinde Rodrigues. Sa nièce, Geneviève Straus, tiendra l'un des salons les plus prestigeux de la capitale à la fin du siècle et sera très engagée dans l'affaire Dreyfus,.
Séparée de son mari le négociant marseillais Joseph Foa (oncle d'Édouard Foa) qu'elle avait épousé le 1er mars 1814 à Bordeaux, elle retourne vivre chez ses parents, depuis installés à Paris rue de Montholon. C'est alors que commence sa carrière d'écrivaine,. Nécessité matérielle d'accroitre ses ressources ou vocation littéraire, elle écrit sous son nom d'épouse ou sous les pseudonymes Miss Maria Fitz-Clarens et Edmond de Fontanes.
Ses premiers romans, emprunts de l'esthétique romantique de l'époque, mettent le plus souvent en scène une héroïne en quête d'indépendance. Ils laissent également une place importante à la culture juive, qu'ils participent à faire connaitre au lectorat catholique de l'époque (Le Kidouschim, 1830, Philippe, 1831, Rachel ou L'Héritage, 1833, La Juive. Histoire du temps de la Régence,, 1835).
Mais c'est avec ses livres pour enfants, genre alors déprécié et qu'elle participe à promouvoir, qu'elle remporte un réel succès. Son roman le plus connu, Le Petit Robinson de Paris ou Le Triomphe de l'industrie (1840), connait de nombreuses rééditions (dont la dernière en 1945,) et une traduction en anglais. Elle y participe à l'écriture des robinsonnades, genre populaire à l'époque et qu'elle réemploie dans des œuvres comme Le Robinson des bois ou Les Nouveaux Robinsons, aventures de deux enfants qui cherchent leur mère. Outre ses romans, elle écrit également des contes qu'elle publie dans diverses revues, dont certaines qu'elle a contribué à fonder, telles que Le Journal des Demoiselles, La Gazette de la jeunesse ou Le journal des enfants. Certains ont été rassemblés en recueils, souvent classés par catégorie de sujet (Les Petits savants, Les Petits guerriers, Les Petits musiciens, etc) ou regroupés sous le titre de Contes Historiques. Eugénie Foa se spécialise en effet dans la mise en scène de l'enfance de personnages connus de l'histoire de France. Certains de ces contes connaissent de nombreuses rééditions tout au long du XIXe siècle et pendant une partie du XXe.
Parallèlement à sa carrière littéraire, elle prend position sur divers sujets politiques. Elle milite pour l'abolition de l'esclavage, l'amélioration de l'éducation des filles et l'égal accès à la reconnaissance littéraire pour les femmes de lettres. Engagée dans le mouvement féministe qui émerge à l'époque, elle participe en 1848, aux côtés d'Eugénie Niboyet, à la fondation de la revue La Voix des femmes. Elle marque également ses engagements en participant à d'autres revues telles que Le Journal des Demoiselles, La Chronique de Paris ou Le Siècle, ainsi que dans ses œuvres de fiction, en ce qu'elles mettent régulièrement en scène des personnages victimes d'oppressions, tels que des femmes, des esclaves ou des aveugles. 
En 1838, elle fait partie des membres fondateurs de la Société des Gens de Lettres, association qui ne comptait que 10 femmes à sa création. Elle est également membre de l'Académie des femmes, un collectif fondé en 1843 et qui a également vocation à protéger les artistes et leurs droits d'auteur, avec cependant un intérêt plus marqué pour la protection des intérêts des écrivaines.
On lui attribue également la fondation du Journal des enfants, premier périodique explicitement destiné à la jeunesse.
Sa vie personnelle est marquée par des relations tendues avec sa famille. Après le décès de son père en 1836, elle quitte le logement de la rue de Montholon. Sa relation avec sa mère semble devenir plus distante, jusqu'à la rupture en 1841. La même année, Eugénie se convertit au catholicisme. Son ex-mari et elle s'affrontent pendant plusieurs années autour de la question de la garde de leur fils Édouard. La législation de l'époque accordait alors peu de droit aux mères et aux femmes abandonnées par leurs époux, et Édouard a été confié par défaut à la garde de son père. En 1834, il est arrêté pour vagabondage alors qu'il fuyait du domicile de son père pour rejoindre sa mère à Paris. Ce n'est qu'après cet épisode qu'Eugénie obtient le droit de faire venir son fils à Paris, et ce notamment grâce à l'aide de son oncle, Benjamin Gradis, et de son ami avocat, Adolphe Crémieux.
Elle meurt à Paris en 1852.

## Publications
- Le Kidouschim ou L'Anneau nuptial des Hébreux, 4 volumes, A. Boelland, 1830.
- Philippe, Levasseur, 1831.
- Les Blancs et les Bleus, Ch. Vimont, 1832.
- La Laide, Ch. Vimont, 1832.
- La Fiancée de l'exilé, Ch. Vimont, 1833.
- Rachel ou L'Héritage, Henri Dupuy, 1833.
- La Femme à la mode, Delongchamps, 1834.
- La Juive, histoire du temps de la Régence, 2 volumes, Arthus Bertrand, 1835.
- Mémoires d'un polichinelle, Magnin, Blanchard et Cie, 1837.
- Six histoires de jeunes filles, L. Janet, 1837, 
  - Contenant "Mlle Cazotte", "Les sorcières aux trois Islets ou Josephine Tascher de la Pagerie", "Mlle de Lajolais ou La Courageuse enfant", "Les Petits gâteaux ou Sœur Marthe la paysanne de Thoraine", "Les Orphelins de Saint-Gratien ou Fanchette Brulard", "Elisa Mercoeur ou La Petite institutrice".
- Contes à ma sœur Léonie, L. Janet, 1838.
- Les Petits marins, recueil, L. Janet, 1838.
  - Contenant "Christophe Colomb", "L'orphelin de Saint-Malo", "L'enfant abandonné dans une île déserte", "Le mousse", "Michel Ruyter".
- Contes historiques pour la jeunesse, Desforges, 1838.
  - Contenant "Jean-Jacques Rousseau", "Sainte Victoire", "Jacques Cook", "Les élèves d'Ecouen", "Antoine Galland", "Wolfgang Mozart", "Les Deux sœurs d'Écouen, "Marie Leczinska", "Marietta Tintorella"
- Mémoires d'une jeune fille devenue grande, L. Janet, 1840.
- Le Petit Robinson de Paris ou Le Triomphe de l'industrie, Ebrard, 1840.
- Le Petit Robinson des bois, 1840.
- Le Vieux Paris, contes historiques, L. Janet, 1840.
  - Contenant "Le Clos de Lias", "Gizelle la sage", "La Disgraciée", "La Fille du sorcier".
- Ludwig Van Beethoven, ou le Petit maître de chapelle, Aubert et Cie, 1841.
- La Paysanne de Domrémy, ou Jeanne d'Arc, Aubert et Cie, 1841.
- Le Petit Général des chiens du chenil de Louis XV, Aubert et Cie, 1841.
- Le Petit Pasteur du Ban de La Roche, Aubert et Cie, 1841.
- Le Petit Pâtissier, ou Claude Gelée dit le Lorrain, Aubert et Cie, 1841.
- La Petite Maman, ou Marie de Rabutin Chantal, Aubert et Cie, 1841.
- Les Saintes, chez l'auteur, 1841.
- Les Soirées du dimanche, Challamel, 1841.
- Batilde ou La Petite esclave, chez l'auteur, 1842.
- L'Enfant mystérieux ou Mlle de Lussan, chez l'auteur, 1842.
- Les Petits peintres, L. Janet, 1842.
  - Contenant "Michel-Ange Buonarotti ou Le Petit bucheron", "Le Cortège ou Le Petit bucheron", "Sébastien Gomès ou Le Mulâtre de Murillo", "David Tennier ou Le Joueur de cornemuse", "Barthélemi Estéban Murillo ou Le Petit faiseur de bannières", "Antoine Watteau ou Le Petit couvreur".
- Le Livre de la jeunesse, contes historiques, 1843.
  - Contenant "Sainte-Victoire", "Saint-Médard", "Elie de Bourdeille", "Valentin Duval", "Mme Leprince de Beaumont", "Mme de Genlis", "L'abbé de L'Épée", "Berquin".
- Simples histoires, suivies de La Petite créole, ou Mlle d'Aubigné, chez l'auteur, 1843.
- Les Frères captifs, ou Deux d'Orléans, chez l'auteur, 1843.
- Le Magasin des enfants par madame Leprince de Beaumont, revu et augmenté de nouveaux contes de madame Eugénie Foa, avec des illustrations de Th. Guérin, Charles Warée, 1843.
- La Barbe d'or, de Vigny, 1843.
- Alexandrine, 2 volumes, Passard, 1845.
- "Billette ou La Fille du juif Jonathas", nouvelle, 1845.
- Le Juvénile-Keepsake, chez l'auteur, 1845.
  - Contenant "Le tableau mystérieux", "Marbouka".
- La Madone, suivie du Tuteur, Paul Mellier, 1845.
- Le Petit Eclusier, 1848, la base de la légende du petit héros de Haarlem, relaté plus tard dans Les Patins d’argent[14].
- Les Soirées du vieux château, Belin-Leprieur et Morizot, 1848.
- Bibliothèque historique de la jeunesse, Desforges, 1850.
  - Contenant "Régine", "Jean-Baptiste Colbert", "Naufrage de mademoiselle Bourk", "Jean-Baptiste Lulli", "Grizel Raleigh ou Les Deux Warrants de mort", "Virginie Ghesquière", "Madame Elizabeth ou Le Cadeau du jour de l'an", "Turenne".
- Les Orphelins du presbytère, Desforges, 1850.
- La Marquise de Ferrandière, Le Livre des feuilletons, 1851.
- Œuvres complètes. Le Livre de la jeunesse, chez l'auteur, 1851-1852.
- Nouveaux contes historiques, Librairie pittoresque, 1852.
- L'Automate de Vaucanson
- Le Chapeau du noyé
- Le Chien de lord Byron lire en ligne sur Gallica
- Les Contes de ma bonne. Le Castel du diable lire en ligne sur Gallica
- Les Contes de ma bonne. Les Cinq infortunes des sabots de Ramouniche lire en ligne sur Gallica
- Les Deux Amis
- Enfance et jeunesse d'hommes illustres
- Les Enfants d'Édouard
- Les Enfants du fermier
- La Famille du vieux soldat
- La Fille du gondolier, suivie de Jean l'Oiseleur lire en ligne sur Gallica
- Mémoires de Croquemitaine
- Une métamorphose
- Mlle de Rambouillet
- Les Nouveaux Robinsons, aventures extraordinaires de deux enfants qui cherchent leur mère lire en ligne sur Gallica
- Courage et résignation, contes historiques contenant Vercingétorix, Grisel Raleigh, Mlle de La Fayette, Oberlin, Marie de Beaurepaire, Deux princes d'Orléans, Mme Campan
- Héroïsme et Candeur, contes historiques
- Grandeur et Adversité, enfance de femmes célèbres, contes historiques dédiés à la jeunesse, contenant Clotilde de France, Bertrade, Mme de Maintenon, Mlle de Penthièvre, Mlle Du Bourk, Joséphine, Pauline de Tourzel, la reine Hortense
- La Dernière des Penthièvre. Le Comte de Dijon. Contes historiques pour la jeunesse
- Contes variés, histoire et fantaisie, contenant Les Enfants de la vallée d'Argelès, Angélique Kaufmann, Virginie Chesquière, Suzanne Centlivre, Jacques Laffitte
- Les Enfants illustres, contes historiques contenant Jeanne d'Arc, Guttenberg, Gustave Wasa, Sixte-Quint, Rubens, Gassendi, Catherine Ire, Mozart
- Persévérance et renommée, contes historiques
- Le Petit Éclusier, (1848),
- Le Petit Poète lire en ligne sur Gallica
- Le Petit Riotteux
- Petite mosaïque historique : contes vrais dédiés au jeune âge  (sous le pseudonyme de Maria Fitz Clarens), Paris, Éd. A. Bédelet, coll. « Bibliothèque récréative », 1860, 121 p., in-8° (lire en ligne [PDF]).
- Les Petits Artistes peintres et musiciens, contes historiques dédiés à la jeunesse, contenant Guido, Marietta Tintorella, Van Dyck, Callot, Salvator Rosa, Sébastien Gomès, J.B. Lulli, Boieldieu
- Les Petits Guerriers, contes historiques pour la jeunesse contenant Turenne, Jean Bart, Dugay-Trouin, Hoche, Kléber, Napoléon, le général Foy
- Les Petits Musiciens
- Les Petits Poëtes et littérateurs, contes historiques dédiés à la jeunesse, contenant Le Roi René, Christine de Pisan, Clément Marot, Mme de Sévigné, Fénelon, Daniel de Foe, Bernardin de Saint-Pierre, Mme de Staël
- Petits Princes et petites princesses, contes historiques dédiés à la jeunesse, contenant Marguerite de Provence, Mme Isabelle de France, Anne de Bretagne, Louise de Lorraine, Louis XIV enfant, Marie Leczinska, Mme Louise de France, le Petit roi captif
- Les Petits Savants, contes historiques dédiés à la jeunesse contenant Cujas, Montesquieu, Pothier, Franklin, Vaucanson, Jacquard, Dupuytren
- La Présence d'esprit
- Récits du grand-papa. Les Deux cousins lire en ligne sur Gallica
- Le Schelling marqué, ou l'Enfance du capitaine Cook
- Sept histoires de petites filles
- Sept histoires de petits garçons
- La Sœur du joueur
- Travail et Célébrité, contes historiques dédiés à la jeunesse contenant Colbert, Galland, Cornil, Barth, Métastase, Sedaine, Favart, J.J. Rousseau, le capitaine Cook
- Trois vocations célèbres
- Vertus et Talents, modèles des jeunes filles, contes historiques contenant Olga, grande-duchesse de Russie, Mlle de Marillac, Mlle de Lussan, Mme Cottin, Mme Élisabeth, Mme Campan, Marie d'Orléans, la reine Victoria, lithographies de Jean-Adolphe Bocquin.
- Les Vocations, ou les Élus des beaux-arts, contes historiques

## Pour approfondir